# Haspra
Haspra (în ucraineană Гаспра, transliterat: Haspra, în rusă Гаспра, transliterat: Gaspra, în tătară crimeeană Gaspra) este o așezare de tip urban din orașul regional Ialta, Republica Autonomă Crimeea, Ucraina. În afara localității principale, nu cuprinde și alte sate.

## Demografie
Componența lingvistică a așezării de tip urban Haspra
     Rusă (80,73%)
     Ucraineană (15,08%)
     Alte limbi (1,28%)
Conform recensământului din 2001, majoritatea populației așezării de tip urban Haspra era vorbitoare de rusă (80,73%), existând în minoritate și vorbitori de ucraineană (15,08%).